# Awiw Kochawi
Awiw Kochawi (hebr. אביב כוכבי, ur. 23 kwietnia 1964 w Kirjat Bialik) – izraelski dowódca wojskowy w stopniu generała porucznika (raw alluf), w latach 2019-2023 będący szefem Sztabu Generalnego Sił Obronnych Izraela. W przeszłości był także dowódcą takich jednostek jak Dywizja Gaza, Dowództwo Północne czy Brygada Spadochronowa. W latach 2010–2014 był dyrektorem wywiadu wojskowego Aman.

## Życiorys

### Wczesne życie i edukacja
Kochawi urodził się 23 kwietnia 1964 w Kirjat Bialik jako drugie z trojga dzieci właściciela sklepu i nauczycielki wychowania fizycznego. Dziadek od strony matki wyemigrował z Rosji do Izraela przed II wojną światową. Rodzina zaś jego dziadka ze strony ojca pochodziła z Krakowa.
Ma licencjat z filozofii na Uniwersytecie Hebrajskim, tytuł magistra z zakresu administracji publicznej na Uniwersytecie Harvarda, a także tytuł magistra z zakresu stosunków międzynarodowych na Uniwersytecie Johnsa Hopkinsa.

### Służba wojskowa
Kochawi rozpoczął służbę wojskową w IDF w 1982 roku. Zgłosił się jako ochotnik na spadochroniarza w Brygadzie Spadochronowej. W 1985 ukończył szkolenie oficerskie. W latach 1993–1994 kierował 101. batalionem spadochronowym podczas operacji w południowym Libanie. W kolejnych latach dowodził różnymi brygadami spadochronowymi, aż do 2001 roku, w którym to został mianowany dowódcą całej Brygady Spadochronowej. Prowadził operacje przeciwko palestyńskim terrorystom na terytorium Zachodniego Brzegu podczas Drugiej Intifady. Z sukcesem dowodził swoją brygadą podczas operacji wymierzonej w terrorystów znajdujących się w obozie dla uchodźców Balata w Nablusie w lutym 2002. 

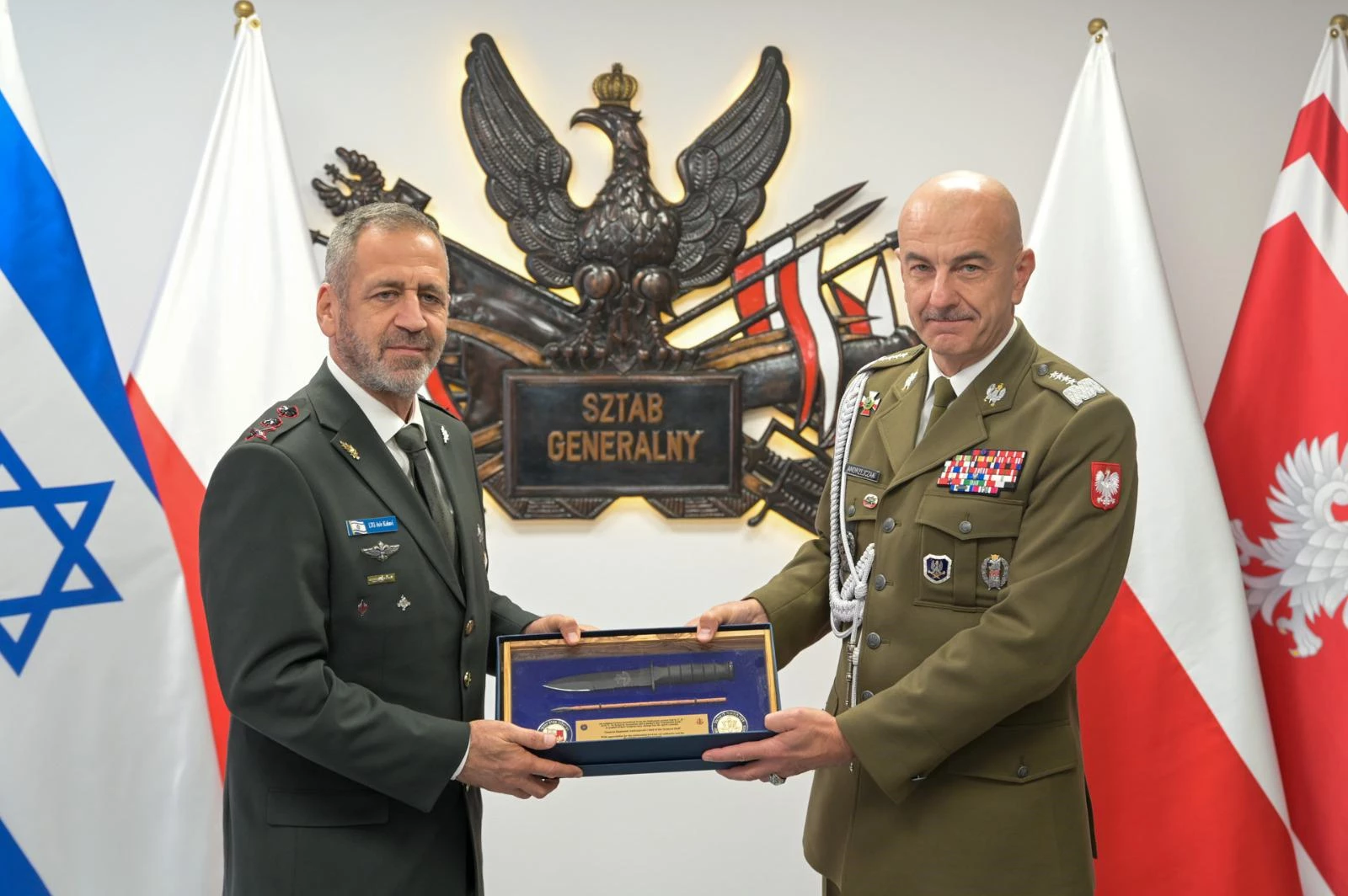
Kochawi z szefem Sztabu Generalnego Wojska Polskiego Rajmundem Andrzejczakiem podczas wizyty w Polsce w 2022 r.

Kochawi dowodził w wielu operacjach wymierzonych przeciwko palestyńskim bojownikom, m.in. dowodził swoją brygadą w operacji Ochronna Tarcza. Podczas walk opracował używanie pięciokilogramowego młota do rozbijania ścian wewnątrz domów uchodźców, by podczas przemieszczania się izraelscy żołnierze nie zostali zestrzeleni przez snajperów. Taktyka ta została zaadaptowana przez inne armie, w tym wojsko amerykańskie podczas wojen w Iraku i Afganistanie. W 2003 został awansowany do stopnia generała brygady i mianowany dowódcą 98. Dywizji Spadochronowej, w której służył do listopada 2004.
W 2004 roku został dowódcą Dywizji Gaza. W 2007 roku został awansowany do stopnia generała dywizji szefa wywiadu wojskowego. Szefem wywiadu wojskowego był w latach 2010-2014, za jego kadencji zwiększono zasoby na prowadzenie działań także w cyberprzestrzeni przez IDF. W 2014 został mianowany dowódcą sztabu Dowództwo Północne.
11 maja 2017 roku został mianowany zastępcą szefa Sztabu Generalnego Sił Obronnych Izraela.
26 października 2018 ówczesny minister obrony Awigdor Lieberman zarekomendował jego nominację na szefa sztabu IDF. 25 listopada rząd zatwierdził jego nominację. 15 stycznia 2019 r. został awansowany do stopnia generała porucznika i rozpoczął służbę jako szef sztabu. Jako szef sztabu dowodził m.in. operacjami Czarny Pas w 2019 i Operacją Alot ha-Szachar w sierpniu 2022 skierowanymi przeciwko Palestyńskiemu Islamskiemu Dżihadowi. W lipcu 2021 jego kadencja na stanowisku została przedłużona do stycznia 2023.
W lipcu 2022 złożył oficjalną wizytę w Maroko, co było pierwszą w historii publiczną wizytą najwyższego stopniem żołnierza w państwie arabskim. Wizytę umożliwiła normalizacja stosunków Izraela z Maroko na skutek Porozumień Abrahamowych.
W styczniu 2023 upłynęła jego kadencja na stanowisku szefa Sztabu Generalnego. 16 stycznia 2023, podczas oficjalnej uroczystości, nowym szefem Sztabu Generalnego został Herci Halewi.

## Życie prywatne
Żonaty z Yael, prawniczką. Małżeństwo ma trzy córki. Jest wegetarianinem.